# All Shook Up
«All Shook Up» es una canción del género rock and roll que se convirtió en un éxito de Elvis Presley. El tema logró entrar a todas las listas más importantes de Estados Unidos (pop, country y R&B), permaneciendo en todas ellas durante ocho semanas en 1957, desde el 13 de abril hasta el 27 de mayo. El sencillo fue certificado 2x Platino por la RIAA. En la lista de R&B, "All Shook Up" fue el segundo sencillo de Elvis en alcanzar el número uno.
Otis Blackwell compuso la canción, con algunos arreglos musicales de Elvis, que es también acreditado como letrista por haber sido idea suya el nombre y el concepto de la canción. A pesar de que la misma es una canción en idioma inglés, ésta fue un éxito rotundo en México y en América Latina interpretada por Elvis Presley, que ya comenzaba a ser un fenómeno musical mundial. El nombre en español de esta canción fue: "Estremecete".o incluso "Todo agitado" 
Ésta también alcanzó el Top 10 y el puesto # 1 en los charts del Reino Unido. 
En 2004, fue colocada en la posición N° 352 en la lista de Rolling Stone de las 500 mejores canciones de todos los tiempos.

## Composición
La idea del tema surgió debido a un sueño que tuvo Elvis durante una noche que hizo que se despertase completamente todo agitado (en inglés "All Shook Up") motivo por el que llamó a Blackwell y esa misma mañana dieron forma a la letra y la música de la canción

## Grabación
Elvis grabó la canción el 12 de enero de 1957 en el estudio 1 de la compañía RCA en Radio Recorders de Hollywood, California. Gordon Stoker era el pianista designado para tocar el tema, sin embargo prefirió hacer una segunda voz cantando e tema detrás de Elvis y finalmente quien fue escogido para encargarse del piano fue Holy Hawkins. Elvis realizaría unas nueve tomas de All Shook Up seleccionándose la novena para confeccionar el máster.

### Músicos
- Elvis Presley - voz y guitarra acústica rítmica
- Scotty Moore - guitarra eléctrica
- Bill Black - contrabajo
- Holy Hawkins - piano
- The Jordanaires y Gordon Stoker - coros

## Otras versiones
Los Llopis fue un grupo de origen cubano, que hicieron una versión en español a la que llamaron Estremecete con bastante aceptación y éxito en el mercado mexicano y de América Latina. 
Posteriormente Marco, la voz del Rock and Roll en Colombia grabó en los 80s otra versión muy divertida.
The Jeff Beck Group lanzaron una versión de la canción en su Beckola(1969), con Rod Stewart como vocalista y Ronnie Wood en el bajo.  
The Beatles tocaron la canción durante las sesiones de Let It Be en 1969. 
En 1991 Billy Joel grabó la canción para la película Honeymoon in Vegas, que también contenía otras canciones de Elvis Presley interpretadas por otros artistas. Joel lanzó la canción como un sencillo y alcanzó el puesto n.º 92 en los Estados Unidos y n.º 27 en el Reino Unido.
Fue versionada por Paul McCartney en su álbum Run Devil Run (1999).

## En la cultura popular
All Shook Up forma parte de diversas bandas sonoras de pelíículas, entre ellas Mira quién habla también con John Travolta y Honeymoon in Vegas ("Luna de Miel en Las Vegas") con Nicolas Cage y Sarah Jessica Parker. La canción también constituye el título de un musical de Brodway ambientado en la década de los 50s.